# جيمي هوغارث
جيمي هوغارث (بالإنجليزية: Jimmy Hogarth)‏ هو كاتب أغاني ومنتج أسطوانات بريطاني، ولد في 12 سبتمبر 1974.

## وصلات خارجية
- جيمي هوغارث على موقع IMDb (الإنجليزية)
- جيمي هوغارث على موقع ميوزك برينز (الإنجليزية)
- جيمي هوغارث على موقع أول ميوزيك (الإنجليزية)
- جيمي هوغارث على موقع أول ميوزيك (الإنجليزية)
- جيمي هوغارث على موقع ديسكوغز (الإنجليزية)